# ユーパーライト

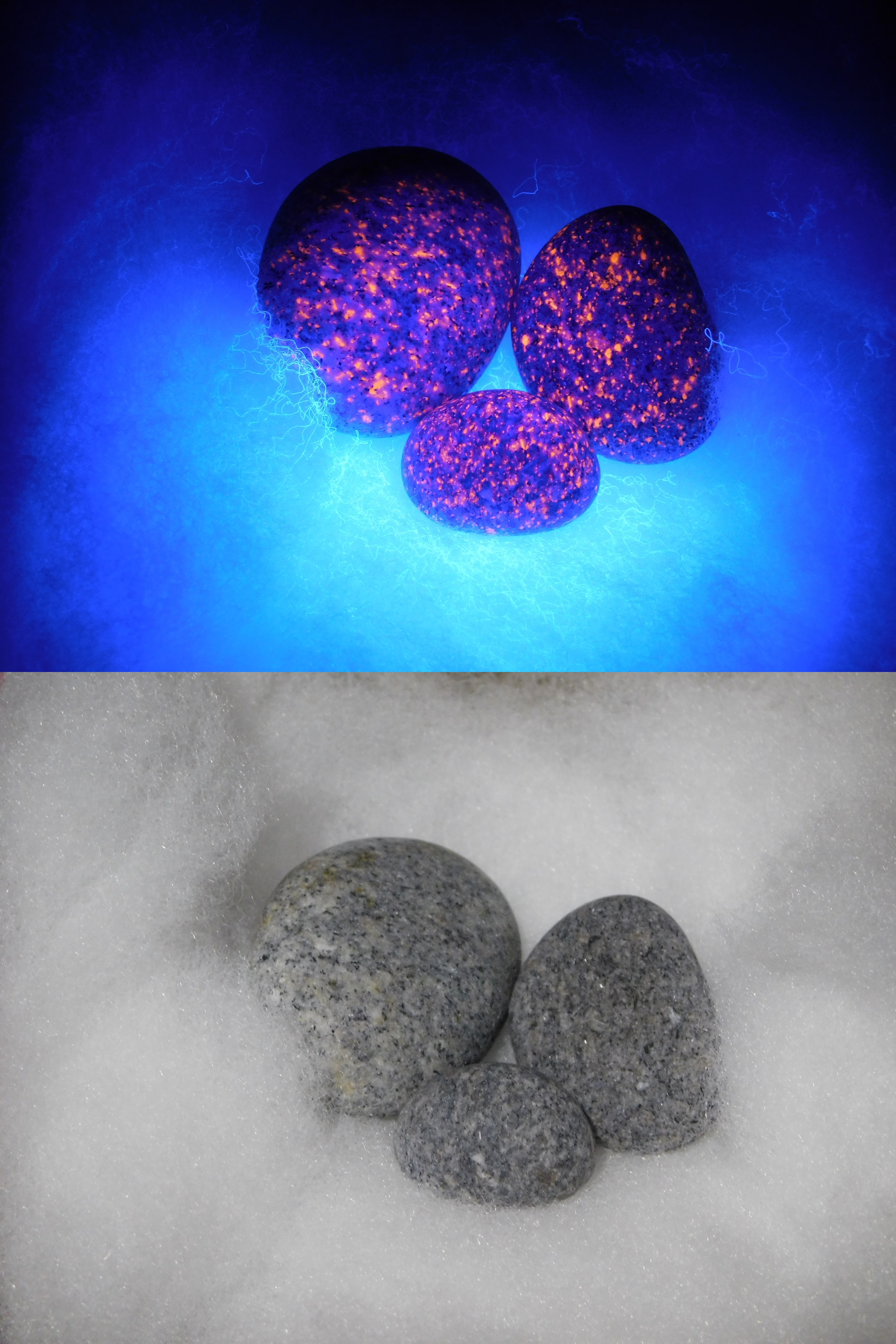
ユーパーライト（上はUV照射ありの状態）

ユーパーライト(英：Yooperlite)は、アメリカ合衆国ミシガン州のスペリオル湖岸で2017年に発見された蛍光性の方ソーダ石を含む閃長岩の一種。紫外線により蛍光する点が大きな特徴である。

## 概要
ミシガン州の宝石・鉱石商であるエリック・リンタマキ（Eric Rintamaki）が2017年6月にスペリオル湖岸で発見した。リンタマキは早朝に紫外線ライト（ブラックライト）を使用して蛍光性の鉱物を探していたときに、ひときわ明るくオレンジ色に輝く小石を見出した。その小石は、ミシガン州アッパー半島のルース郡とチッペワ郡のスペリオル湖岸で採集され、アッパー半島に住む人々の愛称である「ユーパーズ（Yoopers）」を由来として「ユーパーライト（Yooperlite）」と名付けられた。「Yoopers」自体はアッパー半島の略称である「U.P」が転訛したものである。また、カリフォルニアの地質学者であり蛍光性鉱物の収集家でもあるゲイブ・レイナ（Gabe Reyna）が、含まれる蛍光性鉱物が方ソーダ石（sodalite、ソーダライト）であることを明らかにした。

## 学術調査
ミシガン州では閃長岩はよくある岩石だが、方ソーダ石については報告された文献はこれまでなかった。ミシガン工科大学（en:Michigan Technological University）とサスカチュワン大学が、リンタマキからユーパーライトを入手し、各種の分析を実施した。その結果、ユーパーライトには「蛍光性方ソーダ石含有閃長岩クラスト（syenite clast containing fluorescent sodalite）」という学術名称が与えられた。この岩石は花崗岩に似た火成岩であり、最大の特徴は蛍光性の方ソーダ石を含有することにある。この方ソーダ石は、長波長の紫外線を照射すると、ハックマナイトに類似した強い蛍光を示す。このため、ユーパーライトにブラックライトを当てるとオレンジ色の模様が現れる。ユーパーライトの起源については、カナダのオンタリオ州にあるアルカリ岩質貫入岩から、大陸の氷河作用によって、ミシガン州に運ばれてきたものと考えられている。